# الدوري الإكوادوري لكرة القدم
الدوري الإكوادوري لكرة القدم هي مسابقة كرة القدم بين أندية الإكوادور .
البطل الحالي هو نادي بارسلونا.